# Qué bonito amor
„Qué bonito amor” (pol. „Jak piękna jest miłość”) – meksykańska telenowela Televisy z przełomu 2012 i 2013 roku, której producentem jest Salvador Mejía. Jest to remake telenoweli La Hija del Mariachi. W rolach głównych występują: Jorge Salinas i Danna García, zaś w rolę antagonistów wcielają się Pablo Montero, Malillany Marín, Roberto Palazuelos i Salvador Pineda. Produkcja była emitowana w Meksyku na kanale El Canal de las Estrellas o godzinie 19:25.

## Obsada
- Jorge Salinas – Santos Martínez de la Garza Treviño / Jorge Alfredo Vargas
- Danna García – María Mendoza García
- Pablo Montero – Óscar Fernández, „El Coloso de Apodaca”
- Malillany Marín – Elvira Hernández
- Juan Ferrara – Justo Martínez de la Garza
- Mónica Sánchez Navarro – Altagracia Treviño de Martínez de la Garza
- Angélica María – Amalia García Vda. de Mendoza
- Roberto Palazuelos – Giuliano Rina
- Víctor Noriega – Michael Johnson
- Susana Diazayas – Wendy Martínez de la Garza Treviño
- Arturo Peniche – Fernando Beltrán, „El mil amores”
- Salvador Pineda – Concepción „Don Concho” Hernández
- Roberto Ballesteros – Comandante Leonardo Derecho
- Rosita Pelayo – Teniente Curtis
- Paty Díaz – Mirna Reynoso
- Miguel Ángel Biaggio – Susano „Susanito” Sánchez
- Karla Álvarez – Irasema
- Evita Muñoz „Chachita” – Prudencia
- Mariana Ríos – Ana López
- Rafael Negrete – Genaro Monterreal, „El Barítono de Hidalgo”
- Mariano Palacios – Natalio Molina, „El Soñador del Bajío”
- Renata Notni – Paloma Mendoza García
- Javier Herranz
- Marcelo Buquet – Rubén del Olmo
- Sharon Zundel – Lorena de del Olmo
- Lina Santos – Lourdes de Hernández
- Carlos Ignacio – Leonel „Pichi” Velásquez
- Sergio Mayer – Bruno Morelli
- Eugenia Cauduro – Gloria Reyes
- Karyme Hernández – Isabel Mendoza García
- Thelma Dorantes – Mancia Sánchez
- Homero Ferruzca – Homero
- Latin Lover – Jairo, „El Aventurero”
- Ivonne Ley – Leticia
- Ninón Sevilla – Doña Remedios
- Raúl Padilla „Choforo” – Rigoberto Guerra
- Alejandro Ruiz – „El Siete Mares”
- Alexander Holtmann – Arnold Smith
- Jesus Daniel – Rodrigo Fernández Reyes
- Ricardo Hill – Juez
- Rogelio Guerra – Carl Summers
- Daniela Romo – Ona sama